# Вінцент Шамотульський
Вінцент Шамотульський (пол. Wincenty z Szamotuł, пом. 24 червня 1332) — польський шляхтич, урядник Королівства Польського. Воєвода познанський (1328 - 1332), староста великопольський (1329 - 1331). Представник роду Шамотульських.
У 1329 за допомогою команди короля уклав перемир'я з Бранденбургом, яке тривало до 1332. Брав участь у війні з Тевтонським орденом:
1. 27 вересня 1331 в битві під Пловцями (як командувач військами авангарду короля Владислава Локетка),
2. а раніше в битві під Коніном
3. та битві під Пиздрами.